# Satz von Cayley-Hamilton
Der Satz von Cayley-Hamilton (nach Arthur Cayley und William Rowan Hamilton) ist ein Satz aus der linearen Algebra. Er besagt, dass jede quadratische Matrix Nullstelle ihres charakteristischen Polynoms ist.

## Hintergrund
Sei {\displaystyle K} ein Körper, beispielsweise der Körper der reellen Zahlen oder der Körper der komplexen Zahlen. Für eine gegebene natürliche Zahl {\displaystyle n} lassen sich die quadratischen {\displaystyle n\times n}-Matrizen mit Einträgen aus {\displaystyle K} untereinander durch die Rechenoperationen Matrizenaddition, Matrizenmultiplikation und Skalarmultiplikation (elementweise Multiplikation mit Elementen des Körpers {\displaystyle K}) miteinander verknüpfen. Unter diesen Rechenoperationen bilden diese Matrizen eine assoziative und unitäre Algebra über {\displaystyle K}, mit der Einheitsmatrix als Einselement.
Für einen Körper {\displaystyle K} bezeichnet {\displaystyle K[t]} den Ring der Polynome mit Koeffizienten aus {\displaystyle K} und der Variablen {\displaystyle t}. Jedes solche Polynom
{\displaystyle p(t)=a_{0}\cdot t^{0}+a_{1}\cdot t^{1}+a_{2}\cdot t^{2}+\ldots +a_{m-1}\cdot t^{m-1}+a_{m}\cdot t^{m}}
mit
{\displaystyle a_{0},a_{1},a_{2},\dots ,a_{m-1},a_{m}\in K}
definiert zur Algebra der quadratischen {\displaystyle n\times n}-Matrizen mit Einträgen aus {\displaystyle K} eine Abbildung der Algebra in sich selbst, indem man jeweils eine gegebene Matrix {\displaystyle A} in das Polynom einsetzt und dann die im Polynom erscheinenden Operationen durch die entsprechenden Operationen der Algebra ersetzt,
{\displaystyle p(A)=a_{0}\cdot A^{0}+a_{1}\cdot A^{1}+a_{2}\cdot A^{2}+\dots +a_{m-1}\cdot A^{m-1}+a_{m}\cdot A^{m}\,.}
Dabei werden die in {\displaystyle p(t)} erscheinenden Potenzen von {\displaystyle t} durch entsprechende Matrixpotenzen von {\displaystyle A} ersetzt, mit {\displaystyle A^{0}} gleich der {\displaystyle n\times n}-Einheitsmatrix.
Sei {\displaystyle V} ein Vektorraum über einem Körper {\displaystyle K} mit der Dimension {\displaystyle n}. Durch die Wahl einer Basis lassen sich die Endomorphismen von {\displaystyle V} (die {\displaystyle K}-linearen Abbildungen von {\displaystyle V} nach {\displaystyle V}) mit den quadratischen {\displaystyle n\times n}-Matrizen mit Einträgen aus {\displaystyle K} identifizieren. Die Endomorphismen werden dabei auf die jeweiligen Abbildungsmatrizen abgebildet. Die Multiplikation zweier Matrizen entspricht dabei der Hintereinanderausführung der entsprechenden Endomorphismen, die Einheitsmatrix entspricht der identischen Abbildung, und die Endomorphismen von {\displaystyle V} bilden somit wie die Abbildungsmatrizen ebenfalls eine assoziative und unitäre Algebra.

## Satz von Cayley-Hamilton
Sei {\displaystyle V} ein endlichdimensionaler Vektorraum über einem Körper {\displaystyle K}, sei {\displaystyle F} ein Endomorphismus von {\displaystyle V}, und sei {\displaystyle P_{F}\in K[t]} das charakteristische Polynom von {\displaystyle F}. Der Satz von Cayley-Hamilton besagt nun, dass {\displaystyle P_{F}\left(F\right)} (also {\displaystyle P_{F}} angewendet auf {\displaystyle F} selbst) die Nullabbildung auf {\displaystyle V} ist, d. h. diejenige lineare Abbildung auf {\displaystyle V}, die alle Elemente von {\displaystyle V} auf den Nullvektor von {\displaystyle V} abbildet.
Insbesondere gilt für jede Matrix {\displaystyle A\in K^{n\times n}}
{\displaystyle P_{A}(A)=0}.
Hierbei ist {\displaystyle 0} die Nullmatrix in {\displaystyle K^{n\times n}}.
Hintergrund: Die Aussage des Satzes von Cayley-Hamilton ist also keineswegs trivial, wie es folgende fehlerhafte Gleichung suggerieren möchte (hier nur für Darstellungsmatrix {\displaystyle A\in \mathop {\mathrm {Mat} } (n\times n,K)} formuliert, aber genau so fehlerhaft auch für Abbildung {\displaystyle F\in \mathop {\mathrm {End} } (V)} notierbar): 
{\displaystyle P_{A}(A)=P_{A}(t)\vline _{t=A}=\det \left(A-t\cdot E_{n}\right)\vline _{t=A}{\stackrel {!}{=}}\det \left(A-A\cdot E_{n}\right){\stackrel {!!}{=}}\det(A-A)=\det 0=0}.
Beim Gleichheitszeichen {\displaystyle {\stackrel {!}{=}}} wird die Falle aufgestellt: An die Stelle der Unbekannten {\displaystyle t} tritt die Matrix (oder die lineare Abbildung selbst). Wie ist aber die unmittelbar folgende Multiplikation (mit der Einsmatrix bzw. der identischen Abbildung) zu verstehen? Beim Gleichheitszeichen {\displaystyle {\stackrel {!!}{=}}} schnappt die Falle zu: Die Multiplikation wird als Matrizenmultiplikation (bzw. Komposition von Abbildungen) verstanden, so dass sich infolgedessen als Argument für die Determinante insgesamt die Nullmatrix einstellt, deren Determinante die Zahl {\displaystyle 0\in K} liefert. In der Aussage des Satzes hingegen ist das Argument der Determinante ein Polynom in der Unbekannten {\displaystyle t} vom Grade {\displaystyle n=\dim V}, ein nicht verschwindendes Polynom also. Die Aussage ist: Wenn in dieses Polynom die Matrix (bzw. die Abbildung) an die Stelle der Unbekannten tritt, so ergibt sich die Nullmatrix (bzw. Nullabbildung). Gerechnet wird dabei im nicht kommutativen Ring der Matrizen bzw. der Endomorphismen, wie es der obige Hinweis andeutet. Das charakteristische Polynom ist ein Polynom aus {\displaystyle K[t]}, und zwar die Determinante von {\displaystyle \mathrm {X} _{F}(t):=F-t\cdot \mathrm {id} _{V}\in \operatorname {End} _{K}(V)[t]=\operatorname {End} _{K[t]}(V\otimes _{K}K[t])} (lies {\displaystyle \mathrm {X} } als großen griechischen Buchstaben „Chi“) von {\displaystyle F\in \mathrm {End} (V)}. Für eine Darstellungsmatrix {\displaystyle A} setzt man {\displaystyle \mathrm {X} _{A}(t):=A-t\cdot E_{n}\in \mathop {\mathrm {Mat} } (n\times n,K)[t]=\mathop {\mathrm {Mat} } (n\times n,K[t])}. Die Determinante von {\displaystyle \mathrm {X} _{A}(t)} hängt nicht von der Darstellungsmatrix {\displaystyle A} ab.
Zusammengefasst kann also gesagt werden:
Jede quadratische Matrix genügt ihrer charakteristischen Gleichung.

## Folgerungen
Einfache Folgerungen aus diesem Satz sind:
- Die Potenzen einer quadratischen Matrix spannen einen Untervektorraum des Vektorraums aller quadratischen Matrizen auf, der höchstens die Dimension der Zeilenzahl {\displaystyle n} hat.
- Die Inverse einer invertierbaren Matrix ist als Linearkombination der Potenzen der Matrix mit Exponenten kleiner als die Zeilenzahl darstellbar.
- Das Minimalpolynom einer Matrix teilt ihr charakteristisches Polynom.
- Eine quadratische Matrix mit n-fachem Eigenwert Null ist nilpotent, da ihr charakteristisches Polynom von der Form {\displaystyle \lambda ^{n}} ist.

Zudem lassen sich mit dieser Formel besonders einfache Formeln für höhere Potenzen von Matrizen finden. Dazu ist das resultierende Polynom mit den Matrizen einfach nach der gesuchten Matrix freizustellen.

## Verallgemeinerung
Im Bereich der kommutativen Algebra gibt es unterschiedliche miteinander verwandte Verallgemeinerungen des Satzes von Cayley-Hamilton für Moduln über kommutativen Ringen. Im Folgenden wird eine solche Verallgemeinerung mit Beispiel angegeben.

### Aussage
Es seien {\displaystyle R} ein kommutativer Ring mit Einselement und {\displaystyle M} ein {\displaystyle R}-Modul, der von {\displaystyle n} Elementen erzeugt werden kann. Weiter sei {\displaystyle f} ein Endomorphismus von {\displaystyle M}, für den
{\displaystyle f(M)\subseteq IM}
für ein Ideal {\displaystyle I\subseteq R} gilt. Dann gibt es ein normiertes Polynom {\displaystyle p(X)=X^{n}+a_{1}X^{n-1}+\cdots +a_{n}} mit {\displaystyle a_{i}\in I^{i}}, so dass {\displaystyle p\left(f\right)=0} gilt.

### Beispiel
Es seien {\displaystyle R=\mathbb {Z} } und {\displaystyle M=\mathbb {Z} ^{3}} sowie {\displaystyle I=2\mathbb {Z} } das Ideal bestehend aus allen geraden Zahlen. Der Endomorphismus {\displaystyle f} sei definiert durch die Matrix
{\displaystyle A={\begin{pmatrix}2&-2&6\\-2&-6&2\\4&-2&2\end{pmatrix}}}.
Da alle Koeffizienten dieser Matrix gerade sind, gilt {\displaystyle f(M)\subseteq 2\mathbb {Z} \cdot M}. Das charakteristische Polynom von {\displaystyle f} lautet
{\displaystyle P_{f}(t)=t^{3}+2t^{2}-44t-128}.
Dessen Koeffizienten 2, –44 und –128 sind, wie behauptet, Vielfache von 2, 4 bzw. 8.

## Quelle
- Gerd Fischer: Lineare Algebra. 14., durchges.  Auflage. Vieweg, Wiesbaden 2003, ISBN 3-528-03217-0.